# Biloxi, Mississippi
Biloxi este un oraș în comitatul Harrison, statul Mississippi din SUA. El poartă numele unui trib amerindian. Orașul se află amplasat la altitudinea de 6 m deasupra n.m., se întinde pe o suprafață de 98,5 km² și avea în anul 2010, 44.054 de locuitori.

## Clima
| Date climatice pentru Biloxi, Mississippi | Date climatice pentru Biloxi, Mississippi | Date climatice pentru Biloxi, Mississippi | Date climatice pentru Biloxi, Mississippi | Date climatice pentru Biloxi, Mississippi | Date climatice pentru Biloxi, Mississippi | Date climatice pentru Biloxi, Mississippi | Date climatice pentru Biloxi, Mississippi | Date climatice pentru Biloxi, Mississippi | Date climatice pentru Biloxi, Mississippi | Date climatice pentru Biloxi, Mississippi | Date climatice pentru Biloxi, Mississippi | Date climatice pentru Biloxi, Mississippi | Date climatice pentru Biloxi, Mississippi |
| Luna                                      | Ian                                       | Feb                                       | Mar                                       | Apr                                       | Mai                                       | Iun                                       | Iul                                       | Aug                                       | Sep                                       | Oct                                       | Nov                                       | Dec                                       | Anual                                     |
| ----------------------------------------- | ----------------------------------------- | ----------------------------------------- | ----------------------------------------- | ----------------------------------------- | ----------------------------------------- | ----------------------------------------- | ----------------------------------------- | ----------------------------------------- | ----------------------------------------- | ----------------------------------------- | ----------------------------------------- | ----------------------------------------- | ----------------------------------------- |
| Maxima istorică °F (°C)                   | 82 (28)                                   | 80 (27)                                   | 85 (29)                                   | 91 (33)                                   | 98 (37)                                   | 102 (39)                                  | 103 (39)                                  | 104 (40)                                  | 101 (38)                                  | 94 (34)                                   | 86 (30)                                   | 80 (27)                                   | 104 (40)                                  |
| Maxima medie °F (°C)                      | 60 (16)                                   | 63 (17)                                   | 69 (21)                                   | 76 (24)                                   | 83 (28)                                   | 88 (31)                                   | 90 (32)                                   | 90 (32)                                   | 87 (31)                                   | 79 (26)                                   | 70 (21)                                   | 62 (17)                                   | 76 (24,7)                                 |
| Minima medie °F (°C)                      | 43 (6)                                    | 46 (8)                                    | 52 (11)                                   | 60 (16)                                   | 68 (20)                                   | 74 (23)                                   | 75 (24)                                   | 75 (24)                                   | 71 (22)                                   | 61 (16)                                   | 52 (11)                                   | 45 (7)                                    | 60,2 (15,6)                               |
| Minima istorică °F (°C)                   | 10 (−12)                                  | 14 (−10)                                  | 22 (−6)                                   | 30 (−1)                                   | 45 (7)                                    | 55 (13)                                   | 60 (16)                                   | 61 (16)                                   | 45 (7)                                    | 32 (0)                                    | 25 (−4)                                   | 9 (−13)                                   | 9 (−13)                                   |
| Precipitații inches (mm)                  | 5.07 (128.8)                              | 5.45 (138.4)                              | 6.11 (155.2)                              | 4.48 (113.8)                              | 4.57 (116.1)                              | 7.07 (179.6)                              | 7.13 (181.1)                              | 6.23 (158.2)                              | 5.58 (141.7)                              | 3.82 (97)                                 | 4.75 (120.7)                              | 4.76 (120.9)                              | 65,02 (1.651,5)                           |
| Sursă:                                    |                                           |                                           |                                           |                                           |                                           |                                           |                                           |                                           |                                           |                                           |                                           |                                           |                                           |

## Personalități marcante
- Belladonna (actriță porno)